# André Albault
André Albault (Reims, 14 maggio 1923 – Saint-Jean, 17 maggio 2017) è stato un medico ed esperantista francese.
Esperantista dal 1939, era membro onorario dell'UEA dal 1998. 

## Biografia
Albault durante la guerra iniziò a Parigi gli studi di matematica che abbandonò in seguito a favore di quelli di medicina, conclusi a Tolosa con la specializzazione in oftalmologia. Nel 1951 si sposò con un'esperantista francese e da questa unione nacquero tre bambini: Albault diventò così un pioniere nel campo del denaskismo, scrivendo numerose opere su questo tema. Dopo la morte della moglie (1973) si dedicò allo studio della sofrologia e di medicine alternative. 
Albault nel 1963 divenne segretario dell'Akademio de Esperanto, poi direttore della sezione dedicata alla costruzione del vocabolario comune (1965-1976) e presidente per quattro mandati (1983-1995). Ha ricoperto anche la carica di vicepresidente dell'Universala Medicina Esperanto-Asocio (1974-1976), presidente dell'Unuigxo Franca por Esperanto (1967-1974) e membro del consiglio direttivo (1957-1969) dell'UEA.

## L'opera letteraria
Albault collaborò con le riviste Internacia Pedagogia Revuo (1958-1959) e Monda Kulturo (1964-1966) e scrisse numerosi articoli per Scienca Revuo, Monato, Esperanto (organo ufficiale dell'UEA), La Letero de la Akademio, Franca Esperantisto, Heroldo de Esperanto. Ha contribuito alla redazione della nona e della decima edizione del Fundamento de Esperanto, del Plena Ilustrita Vortaro, di "Vojaĝo tra la landoj" e del "Multlingva glosaro pri landnomoj" (1991).